# Granat PRB 7
PRB 7 – belgijski granat ręczny.